# پیتر تاش
پیتر تاش (انگلیسی: Peter Tosh؛ ۱۹ اکتبر ۱۹۴۴ – ۱۱ سپتامبر ۱۹۸۷) یک موسیقی‌دان اهل جامائیکا بود. وی بین سال‌های ۱۹۶۱ تا ۱۹۸۷ میلادی فعالیت می‌کرد.
او پیرو آیین راس‌تافاری بود و نهایتاً در ۴۴ سالگی در یک دزدی مسلحانه به خانه‌اش پس از شکنجه‌ی بسیار به قتل رسید.